# Jongeman in het kostuum van een majo
Jongeman in het kostuum van een majo (Frans: Jeune Homme en costume de majo) is een schilderij van Édouard Manet uit 1863. Hij stelde het dat jaar tentoon op de eerste Salon des Refusés samen met Le déjeuner sur l'herbe en Victorine Meurent in het kostuum van een espada. Sinds 1929 maakt het deel uit van de collectie van het Metropolitan Museum of Art in New York.

## Voorstelling
In het begin van zijn carrière schilderde Manet veel werken met een Spaans onderwerp. Dat land stond in het midden van de negentiende eeuw volop in de belangstelling in Parijs, onder meer door de werken van Théophile Gautier en Prosper Mérimée. Daarnaast koesterde Manet grote bewondering voor de Spaanse meesters Goya en Velázquez. Ook in dit portret van Manets jongste broer Gustave komt deze invloed duidelijk naar voren, bijvoorbeeld in de monochrome achtergrond.
Gustave Manet is hier afgebeeld als een majo, een term die verwijst naar een man uit de lagere sociale klassen van Spanje die opvalt door zijn stijlvolle kleding en uitdagende houding. Goya heeft meerdere schilderijen gemaakt van deze majos en majas (de vrouwelijke equivalent), bijvoorbeeld zijn beroemde La maja vestida en La maja desnuda. Het kostuum, dat Manet bij een Spaanse handelaar verkregen had, gebruikte de schilder op meerdere schilderijen, bijvoorbeeld De Spaanse zanger en Victorine Meurent in het kostuum van een espada.
Het schilderij riep gemengde reacties op. De kritiek richtte zich, zoals vaker bij Manet, met name op het schetsmatige karakter van het werk. Het hoofd van het model is bijvoorbeeld niet zeer gedetailleerd weergegeven. De prachtige kleurstelling oogstte echter ook bewondering, onder meer van Émile Zola.

## Herkomst
- januari 1872: Manet verkoopt het werk aan de kunsthandelaar Durand-Ruel voor 1.500 frank.
- 29 januari 1877: Ernest Hoschedé koopt het schilderij van Durand-Ruel samen met 28 andere werken voor 18.500 frank.
- 6 juni 1878: verkocht aan Jean-Baptiste Faure voor 650 frank.
- 31 december 1898: verkocht aan Durand-Ruel voor 20.000 frank.
- 24 februari 1899: verkocht aan Henry Osborne Havemeyer en zijn echtgenote, geboren Louisine Waldron Elder, New York voor 10.000 Amerikaanse dollar.
- 1929: nagelaten aan het Metropolitan Museum of Art.

## Afbeeldingen

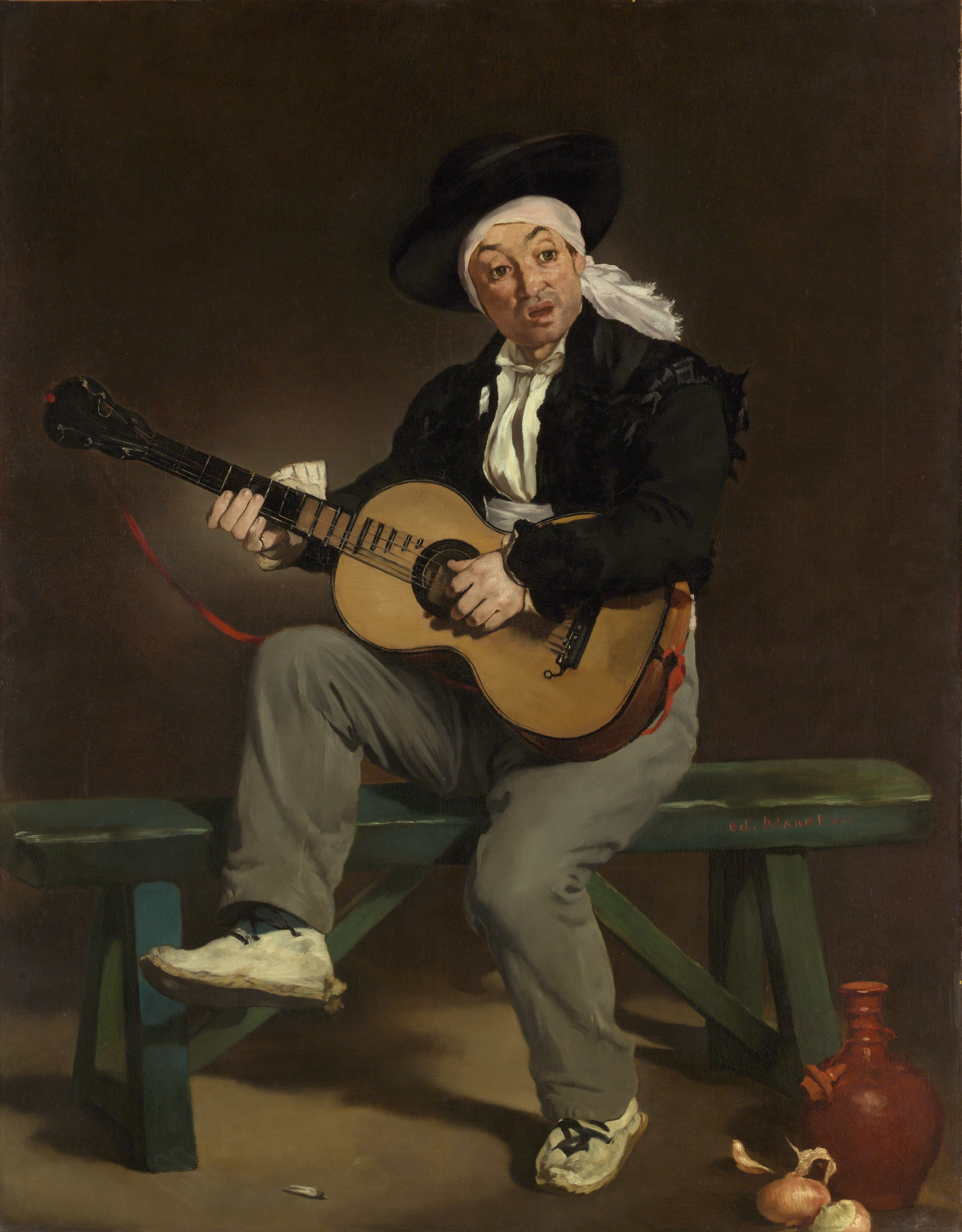
De Spaanse zanger (1860)
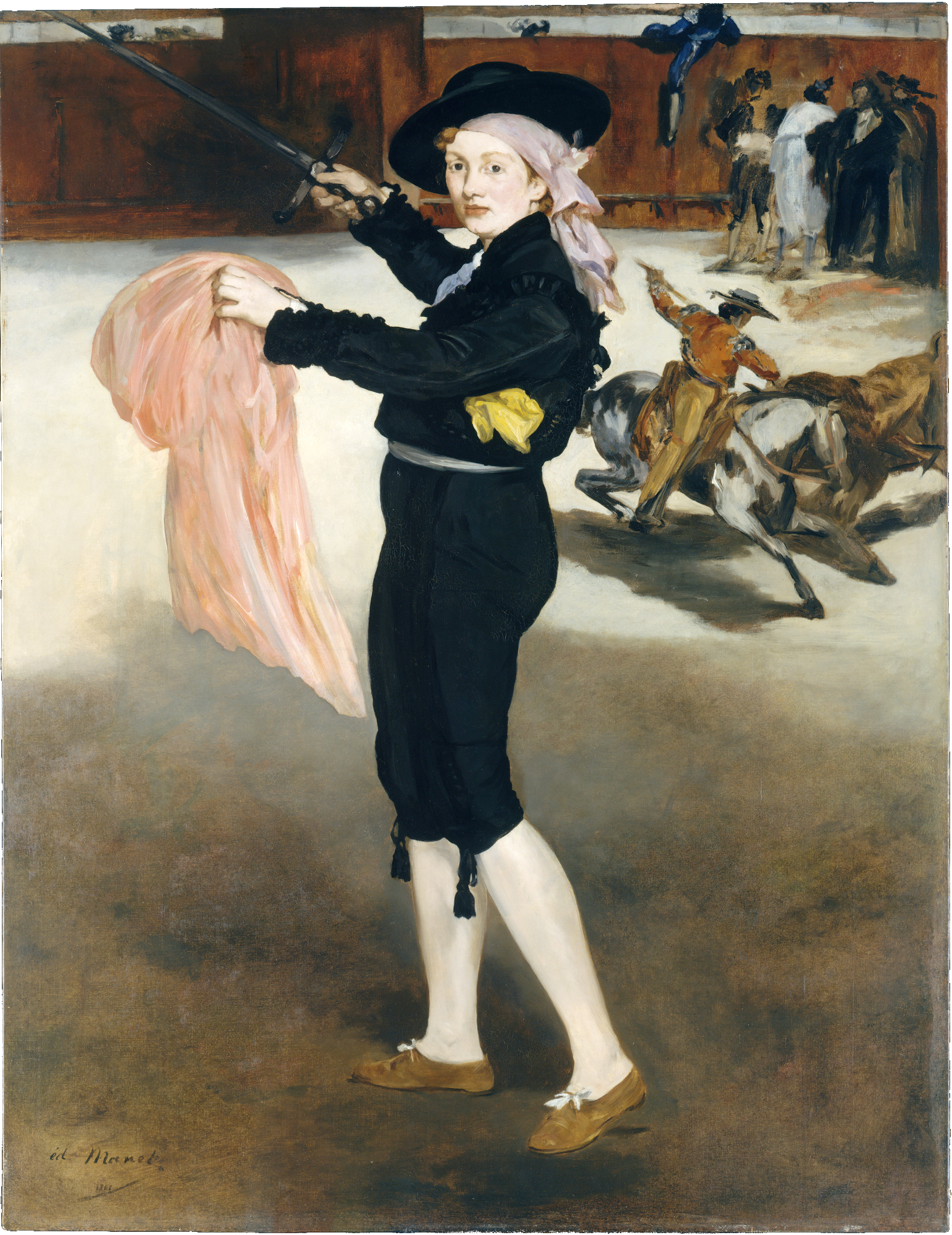
Victorine Meurent in het kostuum van een espada (1862)